# Few Against Many
Few Against Many är ett album av bandet Firewind, utgivet den 21 maj 2012.

## Låtlista
1. "Wall of Sound" - 3:58
2. "Losing My Mind" - 6:29
3. "Few Against Many" - 4:44
4. "The Undying Fire" - 5:20
5. "Another Dimension" - 3:59
6. "Glorious" - 3:38
7. "Edge of a Dream" - 4:09
8. "Destiny" - 4:09
9. "Long Gone Tomorrow" - 4:44
10. "No Heroes, No Sinners" - 3:59
11. "Battleborn" (bonusspår)
12. "No Heroes, No Sinners" (bonusspår, akustisk)